# Ștefan Preda
Ștefan Gabriel „Fane“ Preda (* 18. Juni 1970 in Ploiești, Kreis Prahova) ist ein ehemaliger rumänischer Fußballspieler und derzeitiger -trainer. Der Torwart bestritt 290 Spiele in der höchsten rumänischen Fußballliga, der Divizia A, und stand im Kader für die Fußball-Weltmeisterschaft 1994.

## Karriere als Spieler
Die Karriere von Preda begann bei Minerul Filipești de Pădure in der Divizia C, ehe er im Jahr 1993 zu Petrolul Ploiești in die Divizia Națională wechselte und dort am 13. Juni 1993 zu seinem ersten Einsatz kam. Zu Beginn der Saison 1993/94 wurde er zum Stammtorhüter seines Klubs. Der Klub schwankte in den folgenden Jahren zwischen Abstiegskampf und Kampf um die Teilnahme am UEFA-Pokal. Mit dem Pokalsieg 1995 im Finale gegen Rapid Bukarest konnte er seinen ersten Titel gewinnen.
In der Winterpause 1997/98 verließ Preda seine Heimatstadt und wechselte zum rumänischen Spitzenklub Dinamo Bukarest. Dort kämpfte er mit der Marokkaner Khalid Fouhami um den Platz im Tor, wobei er in der Saison 1998/99 nur auf zehn Einsätze kam. Zu Beginn der Saison 1999/2000 setzte er sich endgültig gegen seinen Konkurrenten durch und war der Rückhalt der Mannschaft beim Gewinn des Doubles aus Meisterschaft und Pokalsieg 2000.
In der Winterpause 2000/01 wechselte Preda zum Ligakonkurrenten Astra Ploiești, ehe er sich ein halbes Jahr später dem FC Universitatea Craiova anschloss. Hier wurde er erneut Stammspieler, kehrte aber im Jahr 2002 zu Dinamo zurück. Dort konnte er sich nicht durchsetzen und wurde in der Rückrunde an den FC Argeș Pitești ausgeliehen. Nach seiner Rückkehr kam er bei Dinamo zwar vermehrt zum Einsatz, schaffte es aber nicht, sich dauerhaft durchzusetzen. Dennoch gewann er am Saisonende erneut das Double.
Preda wechselte im Jahr 2004 erneut zum FC Argeș, blieb aber bis auf wenige Einsätze Ersatzspieler. Nach eineinhalb Jahren wechselte er in die Divizia B zu Unirea Urziceni, wo er im Jahr 2006 den Aufstieg schaffte. Preda verließ den Klub und beendete im Herbst 2006 beim Neuaufsteiger in die Divizia B, Chimia Brazi, seine aktive Laufbahn.

## Karriere als Trainer
Im Oktober 2006 übernahm Preda das Traineramt bei Chimia Brazi, den Verein, für den er in der laufenden Saison noch im Tor gestanden hatte. Er war bereits der fünfte Cheftrainer beim Tabellenletzten innerhalb von zwei Monaten und bis zum Saisonende sollten zwei weitere folgen. Ihnen gelang es jedoch nicht, Chimia Brazi vor dem erneuten Abstieg in die Drittklassigkeit zu bewahren. Preda wurde im April 2007 wegen Erfolglosigkeit entlassen und durch Octavian Grigore ersetzt. Anschließend übernahm er das Amt des Generaldirektors bei der Școala de Fotbal Daniel Chiriță, die von Daniel Chiriță, dem Spieler von UTA Arad, gegründet worden war, und schlug die Angebote der beiden Erstligisten Dacia Mioveni und FC Vaslui aus, dort als Torwarttrainer zu arbeiten. Drei Tage vor Beginn der Saison 2008/09 kehrte Preda am 31. Juli 2008 als Trainer zu Chimia Brazi in die Liga III zurück, wurde jedoch am 12. April 2009 noch vor Ablauf der Saison durch Ion Cojocaru ersetzt. Im Sommer 2009 wurde Preda Jugendtrainer bei Chimia und kümmerte sich zunächst um den Geburtenjahrgang 1996 und 2010 um den Geburtenjahrgang 1995. Nebenbei trainierte er im Frühjahr und im Sommer 2010 die Amateurauswahl des Kreises Prahova, welche die nationalen Ausscheidungskämpfe gewann und sich für das Regionalturnier im ungarischen Sopron qualifizierte. 2011 verklagte Preda gemeinsam mit zwei anderen Trainern Chimia Brazi auf ausstehende Gehaltszahlungen. Zu diesem Zeitpunkt war Preda bereits als Torwarttrainer für sämtliche Jugendmannschaften von Petrolul Ploiești verantwortlich. Im Sommer 2013 wurde Constantin Gâlcă neuer Trainer der rumänischen U-17-Nationalmannschaft und ernannte Ștefan Preda zu seinem Torwarttrainer. Das Gespann blieb bis zum Juni 2014 im Amt, bevor es geschlossen zu Steaua Bukarest wechselte.

## Nationalmannschaft
Preda bestritt drei Spiele für die rumänische Fußballnationalmannschaft. Sein Debüt hatte er am 1. Juni 1994 im Freundschaftsspiel gegen Slowenien, als er in der 75. Minute für Florin Prunea eingewechselt wurde. Nationaltrainer Anghel Iordănescu berief ihn in sein Aufgebot für die Weltmeisterschaft 1994 in den USA, setzte ihn aber als dritten Torwart hinter Prunea und Bogdan Stelea nicht ein.
Zwei weitere Länderspiele folgten im Februar 1995 gegen Griechenland und die Türkei, als er zum ersten Mal in der Startformation stand. Anschließend wurde er nicht mehr berücksichtigt.

## Erfolge
- WM-Teilnehmer: 1994 (Ersatzspieler)
- Rumänischer Meister: 2000, 2004
- Rumänischer Pokalsieger: 1995, 2000, 2004

## Auszeichnungen
Am 25. März 2008 wurde Preda vom rumänischen Staatspräsidenten Traian Băsescu für die Leistungen in der Nationalmannschaft mit dem Verdienstorden „Meritul sportiv“ III. Klasse ausgezeichnet.